# 브리애나 벤스커스
브리애나 벤스커스(영어: Briana Venskus, 1984년 8월 19일 ~ )는 미국의 배우이다.

## 출연 작품
- 디어 마이 프렌드 (2018) - 마이아 경관 역
- 슈퍼걸 시즌2 (2016)